# Trofeum Charłamowa
Trofeum Charłamowa (ros. Харламов Трофи) – nagroda przyznawana corocznie najbardziej wartościowemu rosyjskiemu hokeiście sezonu. Nagrodę nazwano na cześć wybitnego radzieckiego hokeisty Walerija Charłamowa.
Wyróżnienie przyznaje gazeta Sowiecki Sport z siedzibą w Moskwie.
Od początku istnienia do 2015 była nadawana dla najlepszego Rosjanina, występującego w północnoamerykańskich rozgrywkach NHL. W tym okresie wyboru laureata dokonują rosyjscy hokeiści aktualnie występujący w lidze NHL.
W 2016 dokonano zmiany formatu nagrody i określono przeznaczenie Trofeum Charłamowa generalnie dla najlepszego rosyjskiego zawodnika sezonu, zaś do wyboru wyróżnienia przewidziano różne osobistości związane z rosyjskim hokejem.

## Nagrodzeni
| Sezon     | Zawodnik                        | Klub                            |
| --------- | ------------------------------- | ------------------------------- |
| 2002/2003 | Siergiej Fiodorow               | Detroit Red Wings               |
| 2003/2004 | Ilja Kowalczuk                  | Atlanta Thrashers               |
| 2004/2005 | Nie przyznano z powodu lockoutu | Nie przyznano z powodu lockoutu |
| 2005/2006 | Aleksandr Owieczkin             | Washington Capitals             |
| 2006/2007 | Aleksandr Owieczkin             | Washington Capitals             |
| 2007/2008 | Aleksandr Owieczkin             | Washington Capitals             |
| 2008/2009 | Aleksandr Owieczkin             | Washington Capitals             |
| 2009/2010 | Aleksandr Owieczkin             | Washington Capitals             |
| 2010/2011 | Pawieł Daciuk                   | Detroit Red Wings               |
| 2011/2012 | Jewgienij Małkin                | Pittsburgh Penguins             |
| 2012/2013 | Pawieł Daciuk                   | Detroit Red Wings               |
| 2014/2015 | Aleksandr Owieczkin             | Washington Capitals             |
| 2015/2016 | Artiemij Panarin                | Chicago Blackhawks              |
| 2016/2017 | Jewgienij Małkin                | Pittsburgh Penguins             |
| 2017/2018 | Aleksandr Owieczkin             | Washington Capitals             |
| 2018/2019 | Nikita Kuczerow                 | Tampa Bay Lightning             |